# Leonardo Fioravanti (medico)
M. Leonardo Fioravanti (Bologna, 10 maggio 1517 – Venezia, post 1583) è stato un medico italiano.

## Biografia
Nasce a Bologna il 10 maggio 1517 da Gabriele Fioravanti e donna Margherita, fu battezzato nella cattedrale di San Pietro. Si presume, senza alcuna testimonianza, che la sua famiglia fosse in qualche modo imparentata con il famoso architetto Aristotele Fioravanti, che iniziò la costruzione del Palazzo del Cremlino.

### L'apprendistato siciliano
Nel 1548, senza alcun titolo di studio valido, parte da Bologna alla volta del porto di Genova per assistere allo sbarco di Filippo II, figlio dell'imperatore spagnolo Carlo V. Subito dopo decide di trasferirsi in Sicilia con l'intenzione di:
(Leonardo Fioravanti)
Un'altra motivazione che lo spinse a cercare fortuna in Sicilia fu sicuramente il fatto che nell'isola c'erano pochi medici laureati, quindi per un giovane come lui, senza una laurea e senza esperienza, sarebbe stato più facile affermarsi. La sua previsione si rivelò per molti aspetti corretta; infatti arrivato nell'isola si trovò subito a contatto con dei malati che avevano stima e fiducia in lui per il sol fatto di essere un forestiero. Il primo suo paziente fu un uomo affetto da febbre quartana che, dato oramai per spacciato, fu affidatogli da alcuni colleghi siciliani. Fioravanti, che all'epoca aveva ancora pochissime conoscenze mediche, decise di applicare la teoria umorale riuscendo così a curare il paziente. Il suo secondo paziente fu un famoso soprintendente spagnolo affetto da sifilide, di fronte a questo male Fioravanti all'inizio non seppe come comportarsi dunque decise di consultare tutti i più famosi manuali di medicina del tempo e alla fine si risolse ad adottare una terapia a base di purghe e sciroppi per la sudorazione che, contro ogni aspettativa, funzionò. La sua fama di medico e chirurgo però si consolidò solo nell'aprile 1549 quando gli fu proposto di asportare la milza ad una donna greca. Fioravanti non aveva mai eseguito un'operazione del genere e per poter operare al meglio chiama, appositamente da Napoli come suo assistente, un vecchio barbiere molto esperto. L'intervento ha successo ed è il primo che si registra su suolo italiano.

### Il periodo napoletano
Nell'autunno del 1549 salpa dalla Sicilia alla volta di Napoli, prima però decide di fare una sosta a Tropea dove era venuto a conoscenza che, i fratelli Pietro e Paolo Vianeo, avevano messo a punto una tecnica, che custodivano gelosamente, per le ricostruzioni nasali. Fioravanti con uno stratagemma riesce ad assistere agli interventi dei due fratelli e dopo aver imparato la loro tecnica riprende il suo viaggio per Napoli. Giunto nella città partenopea la sua casa diventò subito un crocevia di ammalati, speziali e alchimisti; a Napoli riuscì ad ottenere la protezione del vice re don Pietro di Toledo. Il suo intervento più celebre nella città lo eseguì su un marinaio raguseo e consistette nella risoluzione di un emoperitoneo da lesione traumatica della milza che portò alla parziale asportazione di questa.
A Napoli intratteneva rapporti con ogni genere di persone, basti pensare che numerosi suoi pazienti erano gente del popolo, inoltre aveva anche intrecciato una fitta rete di corrispondenze con speziali di tutta Italia. Al periodo napoletano risalgono i primi documenti ufficiali sulla professione di Fioravanti anche se non è chiaro se qui abbia ottenuto una laurea in medicina e filosofia o solo un dottorato che lo abilitava alla chirurgia; fatto sta che il periodo napoletano verrà sempre ricordato dal medico come il più bello della sua vita.

### La guerra in Africa
Nel 1550 fu nominato, da don Pietro di Toledo, protomedico dell'armata imperiale spagnola guidata dal figlio Don Garcia Alvarez de Toledo. In queste veci partecipò, nello stesso anno, all'assalto della rada di Monastir sulle coste nordafricane. Qui, curando le ferite dei soldati spagnoli, ebbe modo di affinare le sue conoscenze anatomiche e fisiologiche. Fioravanti diede un importante contributo alla vittoria della guerra, infatti già dopo pochi giorni di combattimento molti soldati furono colpiti da una grave forma di dissenteria che il medico bolognese curò in modo insolito e innovativo; associò alla somministrazione di sostanze per provocare il vomito, l'idroterapia, di cui per primo scoprì i benefici. La maggior parte dei soldati guarì potendo così ritornare a combattere. In guerra fece ricorso alle sue competenze chimiche per realizzare un antidoto contro il veleno delle frecce dell'esercito africano e mise a punto nuovi medicamenti per curare le ferite craniche che, in controtendenza con la medicina del tempo, propose di tenere il meno aperte possibile.

### Le vicende romane
Dopo la guerra, precisamente il 21 febbraio 1555, partì da Napoli alla volta di Roma in cerca di nuova fortuna. Sapeva bene che a causa dei suoi trascorsi filo spagnoli non avrebbe avuto nessuna possibilità di avvicinarsi all'ambiente ecclesiastico, ciò nonostante riuscì anche in questa città a farsi una clientela di tutto rispetto. Il suo primo paziente fu un palafreniere dell'ambasciatore veneziano che, feritosi gravemente alla testa, era da diverso tempo in cura da Realdo Colombo con scarsi risultati. Fioravanti, che era ormai un esperto nelle ferite craniche, riuscì a curarlo, con i suoi unguenti, in 14 giorni conquistandosi l'invidia non solo di Colombo ma anche di altri medici romani come il cattedratico della Sapienza Giustiniano Finetto. Proprio quest'ultimo cercò di beffare Fioravanti facendoli analizzare del comune aceto spacciato per urina umana, il bolognese però riconobbe subito il tranello, irritando così ancora di più il medico romano.
Nell'agosto del 1555, dopo aver curato di gotta l'ambasciatore portoghese, passò sotto la sua ala protettiva potendo così vivere due anni di tranquillità professionale; proprio in questo periodo, salvando un orologiaio colpito da 13 coltellate, si conquistò l'appellativo di “ Fioravanti dei miracoli”. Nel 1557 alcuni medici romani, riunitisi come parte lesa, citarono in giudizio Fioravanti chiedendo che gli venisse revocata la licenza per l'esercizio della chirurgia. Tra questi medici vi erano anche Realdo Colombo e il già citato cattedratico della sapienza. Il giudizio finale vietò a Fioravanti di praticare a Roma e bandì anche la vendita dei suoi medicinali sul mercato romano.

### Gli anni veneziani
Nell'autunno del 1558, deluso ed amareggiato dalle vicende romane, si trasferì a Venezia, dove entrò in contatto con il mondo degli artigiani, dei carpentieri e specialmente con quello dell'editoria. Qui pubblica la sua prima opera i “Capricci Medicinali”, un'opera medica, di tipo manualistico, che conteneva tutta la medicina fioravantiana, scritta in un linguaggio semplice e accessibile a tutti. La città veneziana era per Fioravanti una fonte inesauribile di medicinali e di erbe provenienti da tutti i continenti. Sempre in questi anni fu incaricato, dal governo della Serenissima, di bonificare la città di Pola, che si trovava in una zona paludosa e malsana. Il progetto del medico bolognese era quello di rendere l'aria della città salutare, coltivando la terra e prosciugando le acque paludose, fonti di infezioni; inoltre riteneva necessaria la pavimentazione delle strade, la creazione di una rete fognaria, per rendere pulite le acque e soprattutto proponeva di mettere delle zanzariere alle finestre. Quest'ultima proposta rivela come Fioravanti avesse capito, già a metà del Cinquecento, che la trasmissione di alcune malattie, come febbre e malaria, dipendesse dagli insetti, che fungevano da veicolo per la malattia, e non dall'aria, come sostenevano i miasmatici.
Agli anni veneziani, precisamente al marzo 1568, risale anche il breve viaggio che compie a Bologna per ottenere, il 29 di quello stesso mese, la laurea ufficiale in medicina, qui viene anche nominato cavaliere aurato. Paradossalmente pochi mesi dopo, in ottobre, alcuni medici e speziali veneziani, fingendosi il Collegio Medico veneziano, scrissero una lettera diffamatoria su Fioravanti indirizzata al Collegio Medico di Bologna, che, resosi conto della non autenticità della lettera, non diede alcun seguito alla denuncia.

### Gli ultimi anni
Fioravanti comprese di essere all'apice della sua carriera nel 1570, anno in cui scrive, in una lettera del “ Tesoro della vita humana”, di essersi finalmente realizzato avendo già ottenuto la riconoscenza di molti e una fama duratura.
È noto che, tra il 1570 e il 1576, Leonardo sposò una donna di nome Paola, di origini marchigiane; però non volle mai avere dei figli, poiché gli avrebbero sicuramente impedito di continuare a viaggiare e infatti nel 1576, non appena la peste arrivò a Venezia, libero da qualsiasi vincolo familiare, partì per la Spagna.
Giunse in Spagna ormai sessantenne, avendo però ancora voglia di conoscere cose nuove. In terra iberica ebbe modo di studiare vari prodotti medicinali provenienti dal mercato americano, si interessò particolarmente allo studio degli effetti del tabacco sulla febbre e da questa sostanza ricavò un estratto per la cura della malattia. Comunque alla fine dei suoi studi spagnoli, svoltisi anche alla corte di Filippo II, reputò le medicine americane inferiori a quelle europee.
Terminata l'avventura spagnola nel 1578 ritornò a Napoli dove rincontrò tanti vecchi amici e dove la sua fama durò ancora molti anni dopo la sua morte, come è testimoniato da Giuseppe Donzelli, che lo elogia nella sua opera “Teatro farmaceutico dogmatico e spagirico” datata 1666.
A Napoli lavorò anche al suo ultimo libro la “Fisica”, un'opera confusa che tratta argomenti enciclopedici. A Napoli però fu anche colpito da una profonda depressione, dovuta alla consapevolezza, che i suoi rimedi e le sue tecniche mediche non venissero più utilizzate. Questa crisi lo portò a rivelare la sua segretissima ricetta per preparare i rimedi contro la gotta, ricetta che aveva sempre custodito gelosamente e che lo aveva reso celebre. Sapeva bene ormai, che il suo tempo stava per concludersi e che non gli rimaneva altro da fare che aspettare l'arrivo della morte. Quasi certamente morì a Venezia dopo il 1583, anno dell'ultima pubblicazione dello “Specchio di scienza universale”.

## Il rapporto con la medicina ufficiale
Nell'arte medica per Fioravanti era essenziale l'esperienza, che pertanto doveva precedere lo studio teorico; criticava soprattutto tutti quei medici, che si limitavano a leggere passivamente le opere di Galeno e Ippocrate di Coo, credendole 
(Leonardo Fioravanti)
 Allo stesso tempo era però consapevole di come l'esperienza senza un minimo di conoscenza teorica potesse diventare pericolosa.
La critica più grande, mossa dal medico bolognese alla medicina ufficiale, fu quella contro la teoria umorale; Fioravanti afferma nel suo libro “La Cirurgia” di non aver mai riscontrato, nelle tante dissezioni da lui eseguite su soldati mori vivi e morti, la bile nera, il flegma e lo spirito vitale ma afferma invece di aver osservato i polmoni, la lingua, la milza, il fegato; tutti organi che a differenza degli umori sono concreti e si possono medicare e curare.

### Il suo prototipo di medico
Il medico doveva essere, allo stesso tempo, chirurgo e chimico. Infatti sentiva il forte bisogno di unificare la medicina alla chirurgia, che sarebbe dovuta diventare una pratica meno cruenta e invasiva. Era profondamente convinto che il medico dovesse conoscere alla perfezione ciò che somministrava al paziente, di conseguenza avrebbe dovuto intendersi di chimica e avrebbe dovuto essere in grado di preparare da sé i rimedi medicinali che poi avrebbe utilizzato. C'è da dire che Fioravanti fece il possibile per identificarsi con questa sua figura di medico, tanto che sin dal periodo siciliano si circondò sempre di alchimisti e aromatari, con l'intento di apprendere l'arte chimica. Inoltre il medico saggio doveva essere un semplice ministro della natura e non un maestro di questa, doveva dunque diventare uno strumento della natura, che da sola ha dato agli uomini tutti i rimedi per le malattie che li affliggono.

### Le controversie milanesi
Nel 1573, su insistenza di un suo amico, decise di trasferirsi a Milano, dove era consapevole di essere molto noto. A Milano però non ebbe il successo sperato e dopo aver perso tre pazienti, accusato dal Collegio milanese, di applicare una medicina non conforme a quella tradizionale, fu imprigionato per otto giorni. La vicenda fu vista da Fioravanti come un grande disonore, ampliato dal fatto che in questa data aveva già conseguito la laurea in Medicina e Filosofia a Bologna. Il medico dal carcere chiese, al Collegio milanese, un pubblico duello terapeutico, in cui avrebbe dimostrato l'efficacia della sua medicina; le vicende si conclusero comunque con un nulla di fatto.

### Il rapporto con i colleghi
Se da una parte Fioravanti era osteggiato e invidiato da molti, dall'altra c'erano anche tanti medici e speziali che, riconoscendo il suo talento, lo stimavano e ne apprezzavano i rimedi medicinali e i libri. Due dei suoi più noti estimatori furono i fratelli Secondo e Leonardo Botallo; il primo in una lettera, pubblicata poi da Fioravanti nel “Tesoro della vita humana”, rende noto il suo apprezzamento e quello del fratello per le opere del medico bolognese a cui invia, allegato alla lettera, il libro del fratello sulla medicina. Fioravanti era anche noto tra i medici e chirurghi veneziani, come espertissimo guaritore di ferite craniche che trattava con i suoi speciali medicamenti. Il suo nome era conosciuto anche in Francia, in Germania e in Gran Bretagna, paesi nei quali si ebbero numerose traduzioni di tutti i suoi libri. Avendo poi curato, intorno al 1569, il re di Polonia dalla gotta, la sua fama si diffuse anche in questo paese.

### Confronto con Paracelso
In questi anni, come Fioravanti, anche Paracelso scuoteva dalle fondamenta la medicina ufficiale; quasi certamente però tra i due non ci fu nessun tipo di rapporto, neanche epistolare.
Ciò che sicuramente li accomuna è l'enorme fiducia riposta nell'alchimia, arte che il medico bolognese imparò autonomamente durante il suo apprendistato siciliano. Inoltre, da uomo del suo tempo, Fioravanti credeva ancora nelle proprietà curative del legno santo, che invece Paracelso aveva apertamente criticato. Infine Fioravanti per indurre il vomito utilizzò sempre la sua tanto elogiata "Pietra Filosofale" e mai l'antimonio, sostanza ritenuta da Paracelso e dai suoi seguaci una sorta di panacea.

## Opere

De' capricci medicinali, 1670

- Compendio di tutta la cirugia, Venezia, Lodovico Avanzo, 1561;[38]
- De' capricci medicinali, Venezia, 1561[39] (riedizioni: 1652, 1670);
- Del reggimento della peste, Dell'eccellente dottore e Cavalier M.Leonardo Fioravanti Bolognese, Diviso in libri quattro, Venezia, Andrea Revenoldo, 1565;[39]
- Il tesoro della vita humana, Dell'eccellente dottore e Cavalier M.Leonardo Fioravanti Bolognese, Diviso in libri quattro, Venezia, Heredi di Melchior Sessa, 1570;[39]
- Del compendio de i secreti rationali, Venezia, Heredi di Melchior Sessa, 1571;
- Della Fisica, Venezia, Heredi di Melchior Sessa, 1582;[40]
- La cirurgia divisa in tre libri con una giunta di segreti nuovi, Venezia, Heredi di Melchior Sessa, 1582;
- Dello specchio di scienza universale. Dell'eccellente dottore e Cavalier M.Leonardo Fioravanti Bolognese, libri tre, Venezia, Heredi di Melchior Sessa, 1583.[41]